# Вільгельм фон Каульбах
Вільгельм фон Каульбах (нім. Wilhelm von Kaulbach; 15 жовтня 1805, Бад-Арользен — 7 квітня 1874, Мюнхен) — художник, один з найбільш значних представників німецького історичного живопису.

## Біографія
У 1821 році Вільгельм фон Каульбах вступив в Дюссельдорфську академію мистецтв і навчався у Петера фон Корнеліуса, пізніше, в 1826 році переїхав в Мюнхен і протягом деякого часу навчався в Мюнхенській академії мистецтв. У 1835 році Каульбах зробив поїздку в Італію, де створив велику кількість малюнків і ескізів за мотивами природи Італії. До перших самостійних робіт Каульбаха в Мюнхені відносяться плафон «Аполлон і музи» в Одеоні, кілька фресок в аркадах мюнхенського Хофгартена, 16 настінних картин (сцени з історії Амура і Психеї в палаці герцога Максиміліана, кілька таких картин в королівському палаці і ряд зображень на теми з віршів Клопштока в «Кенігсбау». У цих роботах вже знайшов своє вираження талант художника як у графіці, так і в композиції. Однак такі картини не відповідали мріям художника про створенні творів, що відображають драматичні і патетичні події, якими стали два разючих по своїй експресивності малюнка до «Злочинцю через втрачену честь» і «Дому божевільних» Шиллера.
У 1834—37 роках Каульбах створив свій безперечно кращий твір: величну «Битву гунів». За цим твором йшла не менш значна картина Каульбаха «Руйнування Єрусалиму» (1839—45). Згадані роботи забезпечили художнику ім'я і популярність по всій Німеччині, завдяки чому прусський король Фрідріх Вільгельм IV доручив йому розпис стін парадних сходів берлінського Нового музею. Каульбах разом з учнями написав восковими фарбами шість картин символічно-історичного змісту («Вавилонське стовпотворіння», «Руйнування Єрусалиму», «Битва гунів», довгий фриз «Ігри геніїв», «Ізіда», «Венера», «Сага», «Живопис», «Скульптура», «Мойсей», «Солон» та ін.), які про сильні та слабкі властивості художника: його рідкісну винахідливість, строгість його малюнка, умінні розумно й ясно характеризувати і групувати фігури, але разом з тим і про холодность його фантазії. Картини на сходах Нового музею вважаються найбільшим пам'ятником монументального живопису XIX ст. Найбільш вдала з цих картин — розташована над усіма іншими картинами, фриз, в якому різні моменти всесвітньої історії алегорично представлені в образах маляток-геніїв, які грають серед арабесок.
Гумор Каульбаха, що проявився в цих фігурах, ще виразніше виявляється в його ілюстраціях до «Рейнеке-Лиса» Гете, опублікованого незабаром після написання берлінських картин. Більш вдалими вважаються фрески на зовнішніх стінах Нової пінакотеки в Мюнхені, доручених йому по закінченні «Руйнування Єрусалима». У цих фресках Каульбах спробував сатирично відобразити історію сучасного йому німецького мистецтва і художні задуми короля Людвіга I.
Крім зазначених творів художника гідні згадки ще кілька портретів, ілюстрації до Гете (типи його жінок) і до драмам Шекспіра і Шиллера, настінна картина в нюрнберзькому Німецькому національному музеї, на якій зображений імператор Оттон III у могильного склепу Карла Великого, «Битва при Саламіні» в мюнхенському Максиміліаніумі, «Вбивство Цезаря» (малюнок вугіллям), «Нерон», «Танець смерті» (чотири малюнки) і незакінчений картон «Страшного суду».
Каульбах помер під час великої епідемії холери в Мюнхені в 1874 році. Похований на Старому південному кладовищі Мюнхена.
Художником став син Вільгельма фон Каульбаха — Герман фон Каульбах, а також його племінник — Фрідріх Каульбах.

## Рецепція
Грандіозне полотно Каульбаха «Битва гунів» послужило програмною основою однойменної симфонічної поеми Ференца Ліста.

## Галерея

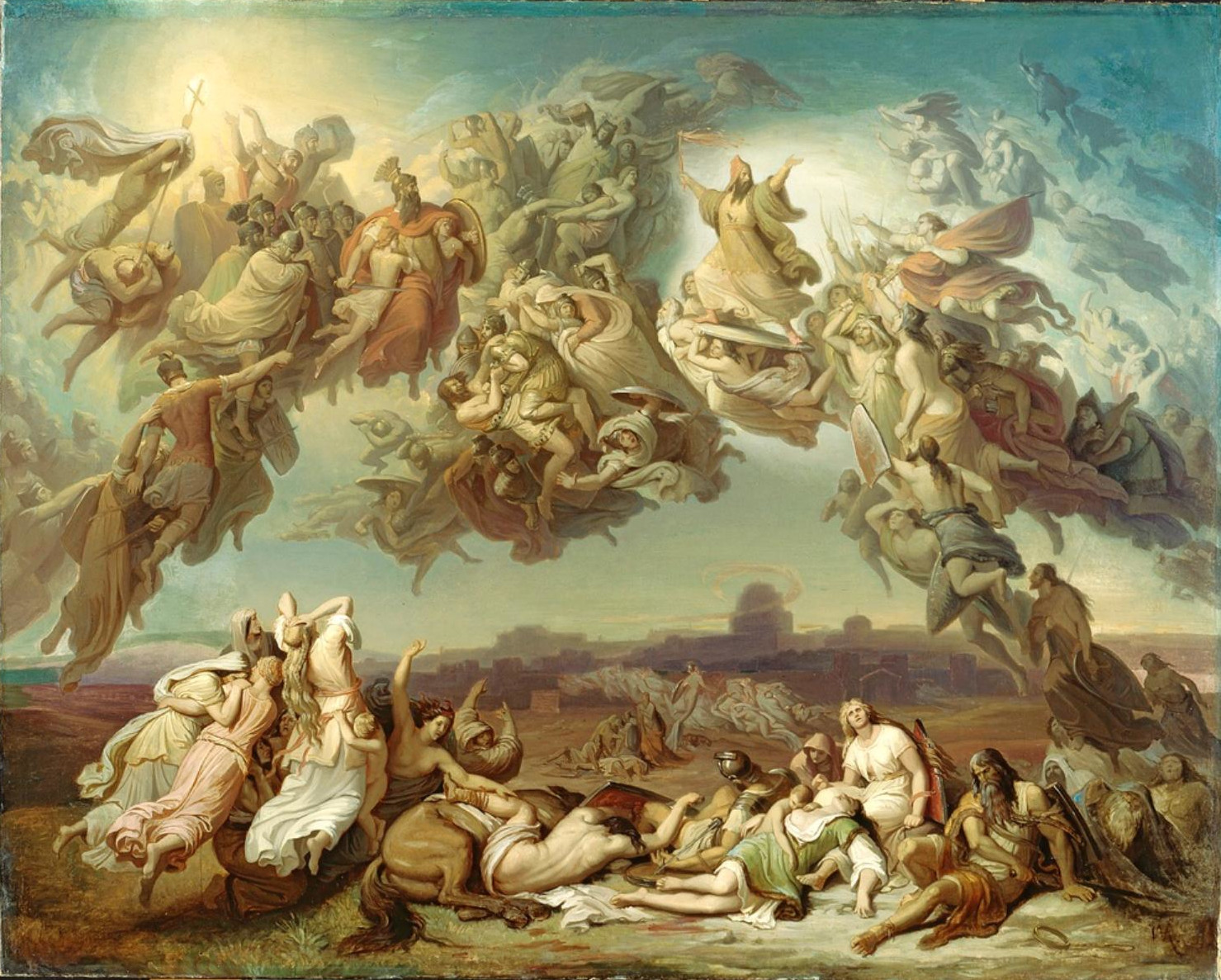
Битва гунів. 1850. Нова пінакотека. Мюнхен
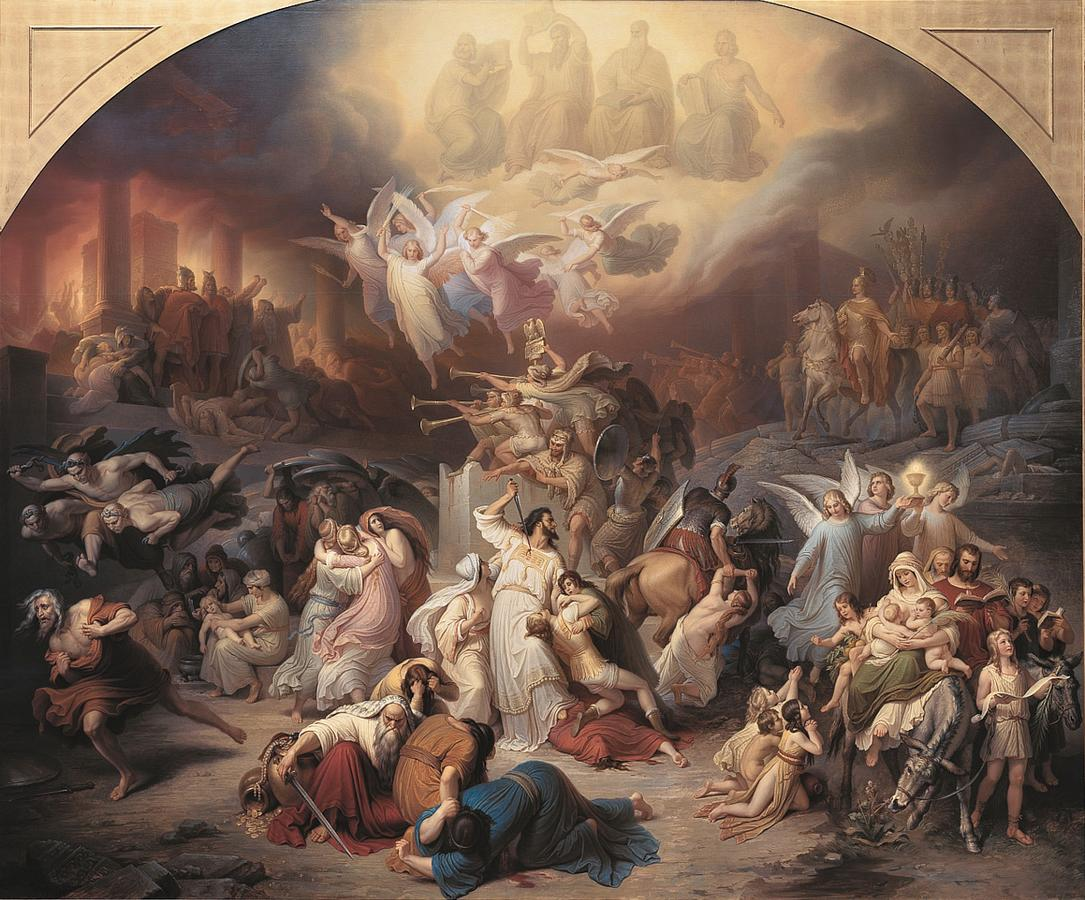
Руйнування Єрусалима Титом
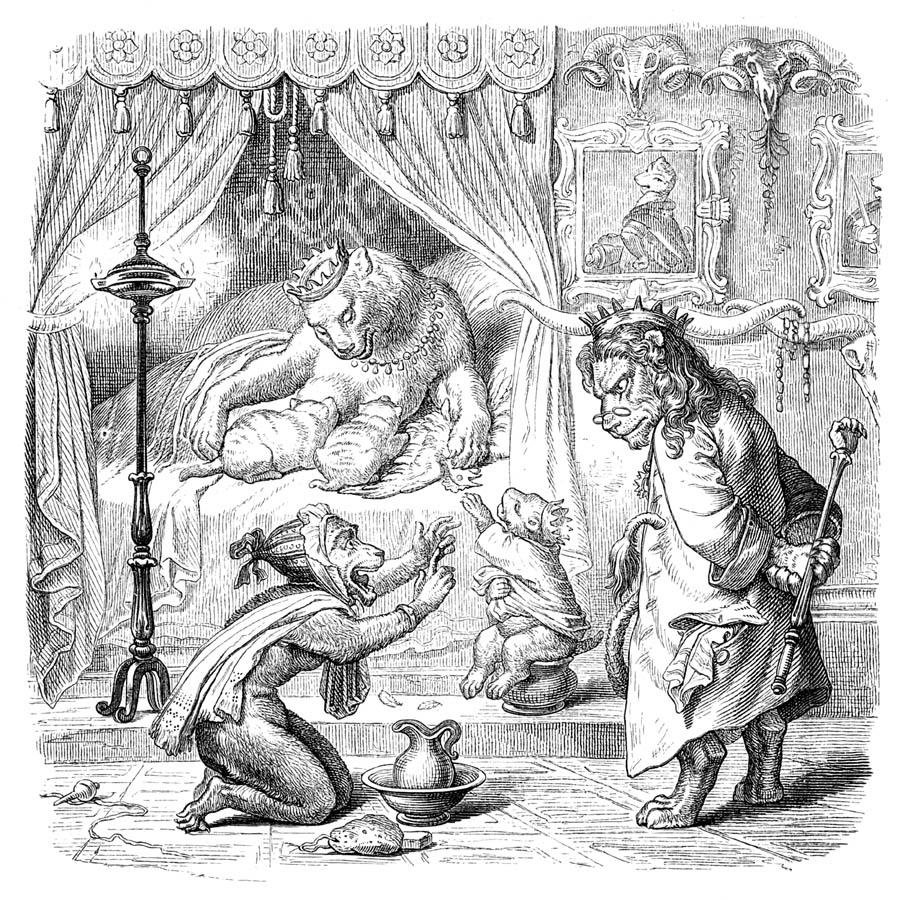
Ілюстрація до видання «Рейнеке-Лис»